# Episodi di Sheena (prima stagione)
Gli episodi della prima stagione di Sheena sono andati in onda in negli U.S.A dal 7 ottobre 2000 al 26 maggio 2001; in Italia furono trasmessi nell'autunno del 2002.
| n° | Titolo originale                | Titolo italiano            | Prima TV USA     | Prima TV Italia |
| -- | ------------------------------- | -------------------------- | ---------------- | --------------- |
| 1  | Sheena (Pilot)                  | Sheena                     | 7 ottobre 2000   | 2002            |
| 2  | Fallout                         | Precipitazione radioattiva | 14 ottobre 2000  |                 |
| 3  | Revenge of the Jirds            | La rivincita del Jirds     | 21 ottobre 2000  |                 |
| 4  | A Rite of Passage               | Il rito del passaggio      | 28 ottobre 2000  |                 |
| 5  | Tourist Trap                    | Virus letale               | 4 novembre 2000  |                 |
| 6  | Buried Secrets                  | Per un pugno di diamanti   | 11 novembre 2000 |                 |
| 7  | The Lost Boy                    |                            | 18 novembre 2000 |                 |
| 8  | Wild Thing                      | Creatura selvaggia         | 25 novembre 2000 |                 |
| 9  | Doing as the Romans             | Matrimonio in fumo         | 13 gennaio 2001  |                 |
| 10 | The Children of the LaMistas    | L'Isola del Dottor Miller  | 20 gennaio 2001  |                 |
| 11 | Prey                            | La preda                   | 27 gennaio 2001  | 4 novembre 2013 |
| 12 | Divas of the Jungle             | Dive della giungla         | 3 febbraio 2001  | 5 novembre 2013 |
| 13 | Forbidden Fruits                | Il frutto proibito         | 10 febbraio 2001 |                 |
| 14 | The Fool Monty                  |                            | 17 febbraio 2001 |                 |
| 15 | Sanctuary                       | Guerra civile              | 24 febbraio 2001 |                 |
| 16 | Jewel                           | La pietra di Kamada        | 14 aprile 2001   |                 |
| 17 | Friendly Fire                   | La pianta miracolosa       | 21 aprile 2001   |                 |
| 18 | Between a Rock and a Hard Place | La roccia sacra            | 28 aprile 2001   |                 |
| 19 | Tyler Returns                   | Nome in codice Algonguin   | 5 maggio 2001    |                 |
| 20 | Unsafe Passage                  | Un salto nel vuoto         | 12 maggio 2001   |                 |
| 21 | Marabunta                       |                            | 19 maggio 2001   |                 |
| 22 | A Cut of One                    | La forza del male          | 26 maggio 2001   |                 |